# Volksmusikerbund NRW
Der Volksmusikerbund NRW (VMB NRW) ist der Landesmusikverband für Blasorchester, Spielmannzüge und Fanfarenzüge in Nordrhein-Westfalen. 

## Struktur
Der Landesverband hat seine Geschäftsstelle in Havixbeck, Nordrhein-Westfalen.
Unter ihm gliedern sich die 21 Kreisverbände:
- Gütersloh
- Hochsauerland
- Bonn Rhein-Sieg
- Euskirchen
- Aachen
- Düren
- Rhein-Erft
- Bergisches Land
- Düsseldorf
- Märkischer Kreis
- Olpe
- Siegen-Wittgenstein
- Soest
- Unna-Ruhrgebiet
- Wesel
- Kleve
- Borken
- Münsterland
- Warendorf
- Paderborn
- Höxter

Der Volksmusikerbund NRW unterhält zwei Auswahlorchester: das Landesblasorchester NRW und das Landesspielleutekorps NRW.
Als Mitgliedsvereine gibt es zahlreiche Blasorchester, Spielmannszüge, Fanfarenzüge sowie andere Ensembleformen, die zum Teil auf eine lange Tradition zurückweisen können.

## Aufgaben
Der Volksmusikerbund NRW hat zahlreiche Aufgaben:
- Zu einer der wichtigsten Ziele zählt Tradition, Gegenwart und Zukunft des aktiven Musiklebens im Sinne seiner Mitglieder zu pflegen, zu fördern, und weiterzuführen.
- Alle 3 Jahre wird das Landesmusikfest NRW von ihm ausgerichtet.
- Er organisiert staatlich anerkannte Musiklehrgänge, - ausbildungen und -seminare.
- Zudem ist er als Landesverband öffentliches Sprachrohr für seine Mitgliedsvereine.

## Mitgliedschaften
Der Volksmusikerbund NRW ist Mitglied im Landesmusikrat Nordrhein-Westfalen und auf Bundesebene Mitglied der Bundesvereinigung Deutscher Musikverbände (BDMV).

## Auszeichnungen
Der Volksmusikerbund NRW verleiht für herausragende Verdienste folgende Auszeichnungen:
- Landesehrenplakette
- Landesehrenmedaille
- Landesehrenteller

Daneben werden Ehrennadeln für aktive Tätigkeit als Musiker und Dirigenten vergeben.